# Campionati europei di ciclismo su strada 2020 - Gara in linea maschile Elite
La gara in linea maschile Elite dei Campionati europei di ciclismo su strada 2020 si svolse il 26 agosto 2020 su un percorso di 177,45 km con partenza ed arrivo a Plouay, in Francia. La vittoria fu appannaggio dell'italiano Giacomo Nizzolo, il quale completò il percorso in 4h12'23", alla media di 42,185 km/h, precedendo il francese Arnaud Démare e il tedesco Pascal Ackermann.
Sul traguardo di Plouay 41 ciclisti, su 145 partenti, portarono a termine la competizione.

## Squadre e corridori partecipanti
| N.      | Cod. | Squadra       |
| ------- | ---- | ------------- |
| 1-8     | FRA  | Francia       |
| 9-16    | ITA  | Italia        |
| 17-24   | BEL  | Belgio        |
| 25-32   | NLD  | Paesi Bassi   |
| 33-40   | DEU  | Germania      |
| 41-48   | ESP  | Spagna        |
| 48-60   | GBR  | Gran Bretagna |
| 61-68   | NOR  | Norvegia      |
| 69-76   | CHE  | Svizzera      |
| 77-82   | RUS  | Russia        |
| 83-88   | SVK  | Slovacchia    |
| 89-94   | POL  | Polonia       |
| 95-98   | AUT  | Austria       |
| 99-104  | PRT  | Portogallo    |
| 105-110 | EST  | Estonia       |
| 110-116 | CZE  | Rep. Ceca     |

| N.      | Cod. | Squadra              |
| ------- | ---- | -------------------- |
| 117-119 | LVA  | Lettonia             |
| 120     | BLR  | Bielorussia          |
| 121-124 | UKR  | Ucraina              |
| 124-128 | LUX  | Lussemburgo          |
| 129     | LTU  | Lituania             |
| 130     | GRC  | Grecia               |
| 131-132 | SWE  | Svezia               |
| 133     | CRO  | Croazia              |
| 134     | BIH  | Bosnia-Erzegovina    |
| 135     | CYP  | Cipro                |
| 136-137 | MCO  | Principato di Monaco |
| 142     | SRB  | Serbia               |
| 143-144 | ROU  | Romania              |
| 145     | MKD  | Macedonia Del Nord   |
| 146-153 | SVN  | Slovenia             |

## Ordine d'arrivo (Top 10)
| Pos. | Corridore            | Squadra         | Tempo    |
| ---- | -------------------- | --------------- | -------- |
| 1    | Giacomo Nizzolo      | Italia          | 4h18'23" |
| 2    | Arnaud Démare        | Francia         | s.t.     |
| 3    | Pascal Ackermann     | Germania        | s.t.     |
| 4    | Mathieu van der Poel | Paesi Bassi     | s.t.     |
| 5    | Jasper Stuyven       | Belgio          | s.t.     |
| 6    | Davide Ballerini     | Italia          | s.t.     |
| 7    | Maciej Paterski      | Polonia         | s.t.     |
| 8    | Iván García Cortina  | Spagna          | s.t.     |
| 9    | Adam Ťoupalík        | Repubblica Ceca | s.t.     |
| 10   | Benoît Cosnefroy     | Francia         | s.t.     |